# Vimarano
Vimarano (m. Asturias, 765) fue un infante del reino de Asturias que murió asesinado por su hermano el rey don Fruela I.

## Biografía
Fue el segundo de los hijos del rey  Alfonso el Católico y de su esposa Ermesinda. De él se cuenta que era omne mui fremoso, et buen cauallero, et de grand cuenta, et amado de todos.

### Rivalidad con don FruelaI y muerte de Vimarano
Según la Estoria de España:

"Andados treze annos del regnado del rey don Fruela, que fue en la era de ochocientos et tres annos, quando andaua ell anno de la Encarnación en setecientos et sesaenta et cinco, e el dell imperio de Costantin en ueyntiseys, el rey don Ffruela, auiendo miedo de su hermano Vimarano quel tomarie el regno, matol con sus manos".

Fruela mató a su hermano porque éste estaba ganándose las simpatías de muchos y podría disputarle el trono. Esto aconteció en el año 765.
Tras el asesinato, Fruela tomó al hijo de Vimarano, llamado Bermudo (que no se debe confundir con el rey de Asturias Bermudo I) y lo hizo criar como un hijo, tal vez tratando de reparar el daño causado con la muerte de aquel.
Fruela fue asesinado por sus parientes en venganza por la muerte de su hermano Vimarano en 768.